# Amazon Echo

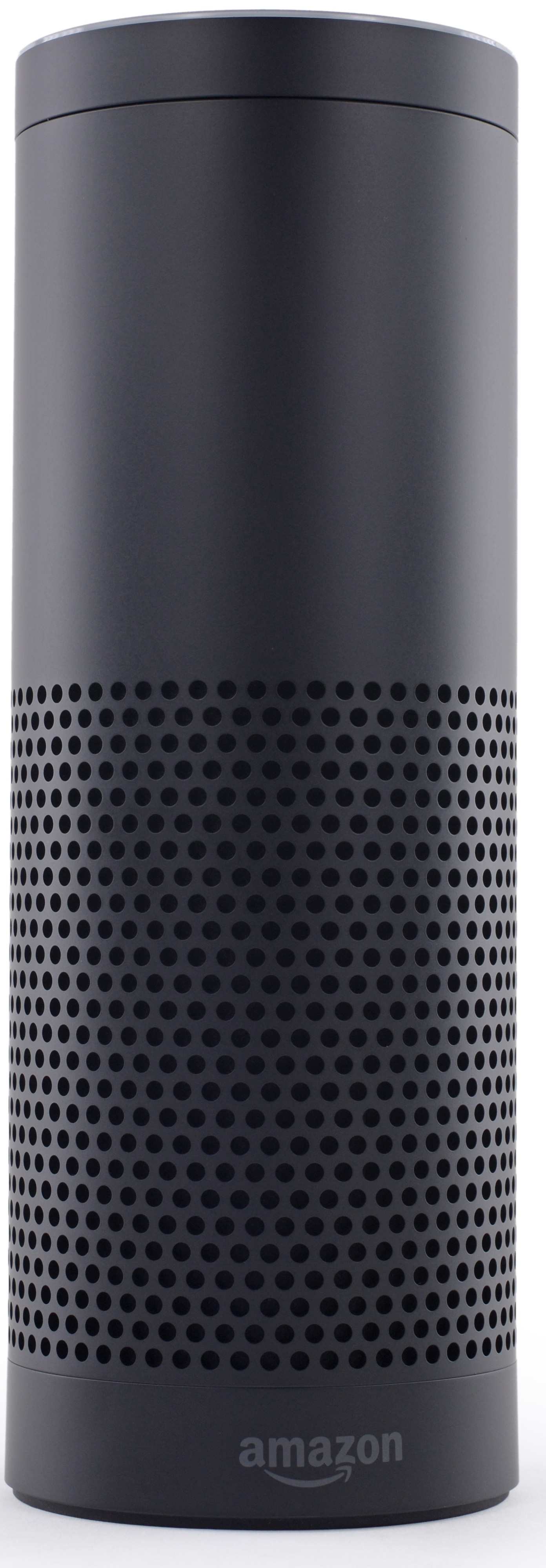
Altoparlante Amazon Echo

Amazon Echo (abbreviato e indicato come Echo) è un marchio di altoparlanti intelligenti sviluppato da Amazon.

## Descrizione e storia
I dispositivi si connettono all'assistente personale intelligente a comando vocale denominato Amazon Alexa, che risponde all'utente al nome "Alexa". Questa "parola sveglia" può essere modificata dall'utente in "Amazon", "Echo" o "Computer". Il dispositivo è in grado di interagire con la voce, riprodurre musica, creare elenchi di cose da fare, impostare allarmi, streaming di podcast, riprodurre audiolibri e fornire informazioni meteorologiche, sul traffico e altre informazioni in tempo reale. Può anche controllare diversi dispositivi intelligenti casalinghi agendo da hub di domotica.
Amazon ha sviluppato Echo all'interno dei suoi laboratori di ricerca e sviluppo Lab126 nella Silicon Valley e Cambridge. I primi dati del progetto risalgono al 21 dicembre 2010, quando il Lab126 fece richiesta di cinque brevetti riguardanti la realtà aumentata. Il dispositivo fu tra i primi tentativi di Amazon di espandere la sua gamma di dispositivi oltre l'e-reader Kindle.
L'Echo di prima generazione era inizialmente limitato ai membri Amazon Prime o tramite invito, ma diventò apertamente disponibile negli Stati Uniti il 23 giugno 2015. La stampa speculò successivamente che il prodotto avrebbe esordito in Canada al termine del 2016, dopo che Amazon pubblicò proposte di lavoro per sviluppatori di Alexa e condusse un hackathon a Toronto. Echo divenne disponibile nel Regno Unito e Germania il 14 settembre 2016, mentre in Italia è stato lanciato il 23 ottobre 2018. Il servizio Alexa è stato reso disponibile per essere inserito all'interno di dispositivi di altre compagnie.
A distanza di dieci anni, la linea Echo ha venduto più di 500 milioni di apparecchi (dati aggiornati al 2023).

## Caratteristiche

### Panoramica del funzionamento
Nella modalità di default, il dispositivo ascolta continuamente l'ambiente circostante, monitorando che venga pronunciata la parola sveglia, che è primariamente impostata come "Alexa" (derivata da Alexa Internet, società d'indicizzazione di Amazon). Il microfono di Echo può essere disabilitato manualmente premendo il pulsante "muto", che disabilita i circuiti di processamento audio del dispositivo.
I dispositivi Echo necessitano di una connessione Internet per funzionare. Le capacità di riconoscimento vocale di Echo sono basate su Amazon Web Services e la piattaforma vocale che Amazon ha acquisito da Yap, Evi e Ivona (software polacco specializzato in tecnologie vocali già utilizzato per il Kindle Fire).
Gli altoparlanti intelligenti funzionano ottimamente con una buona connessione (bassa latenza) a Internet, che minimizza i tempi di processo della comunicazione. Anche se l'applicazione è gratuita è necessario possedere un account Amazon, senza quest'ultimo non è infatti possibile impostare Alexa.

### Servizi disponibili
I dispositivi Echo in Italia offrono le previsioni meteo da AccuWeather e le notizie da una vasta gamma di risorse, incluse le stazioni radio locali e TuneIn. Echo può riprodurre musica dall'account Amazon Music del proprietario e supporta i servizi musicali Spotify e Deezer. Echo può essere preimpostato come sveglia, timer, può programmare liste e accedere agli articoli di Wikipedia. È inoltre integrabile con diversi brand per la smart home come Philips Hue, Netatmo, Bticino/Legrand, TP-Link, IKEA e Netgear. Se al dispositivo viene chiesta una domanda di curiosità generale, Echo risponde riportando le prime righe dell'articolo Wikipedia corrispondente.

### Aggiornamenti software
Come per tutti i dispositivi con Alexa integrato, le funzionalità di Amazon Echo si evolvono ogni volta che Amazon pubblica nuovi aggiornamenti del software Alexa. La maggior parte degli aggiornamenti ha l'obiettivo di sistemare eventuali bug, ma anche di pubblicare nuove e migliorate funzionalità. Generalmente, gli aggiornamenti sono pubblicati in maniera graduale e possono impiegare diversi giorni o settimane per propagarsi in tutti i dispositivi.

### Chiamate e messaggi
Amazon Echo è in grado di effettuare e ricevere chiamate da e verso altri dispositivi Echo. Allo stesso modo, è possibile inviare e ricevere messaggi. Inoltre, con la funzionalità drop-in, Amazon Echo si trasforma in un interfono, in grado di avviare una conversazione bidirezionale immediata con altri dispositivi Echo dello stesso utente o di altri utenti Alexa.

## Varianti disponibili in Italia
Amazon Echo ha esordito in Italia nell'ottobre 2018 con quattro versioni della linea: Amazon Echo di 2ª generazione, Amazon Echo Dot, Amazon Echo Plus e Amazon Echo Spot. Il 23 gennaio 2019 è stato annunciato Amazon Echo Input. Il 22 febbraio 2019, è stato annunciato Amazon Echo Show. Amazon ha in seguito lanciato, il 24 giugno 2019, Amazon Echo Show 5. Nel 2019 è stato presentato Amazon Echo Flex, dispositivo più piccolo rispetto ai precedenti adatto per piccoli ambienti. Sempre nel 2019 Amazon ha presentato in America occhiali con Alexa integrato “Echo Frame”  nonché le cuffie in-ear echo buds portando Alexa anche nei gadgets wearable.